# Улс
Улс — река на Северном Урале, протекает главным образом в Пермском крае России. Устье реки находится в 233 км по левому берегу реки Вишеры. Длина реки составляет 89 км, площадь водосборного бассейна — 2190 км².

## Описание
Исток реки Улс расположен на Главном Уральском хребте Северного Урала, на западных склонах горы Лесной Свиной Камень (814 м над уровнем моря), примерно в 50 км к юго-западу от города Североуральска. Исток лежит на глобальном водоразделе, отделяющем бассейн Волги от бассейна Оби, рядом с истоком Улса находятся верховья реки Вагран. Исток и первые километры течения находятся на территории муниципального округа Карпинск Свердловской области, затем на протяжении примерно 10 км образует границу Свердловской области и Пермского края, всё прочее течение реки располагается в Красновишерском муниципальном округе Пермского края. В верховьях река течёт на юго-запад, затем резко поворачивает на северо-запад и сохраняет это глобальное направление течения до устья.
Всё течение реки Улс проходит среди холмов западного склона Уральских гор, поросших тайгой. Рельеф реки — преимущественно горный; течение — быстрое, в верховьях скорость течения превышает 1 м/с, к низовьям уменьшается до 0,6 м/с. Русло изобилует мелями, перепадами и каменистыми шиверами, имеет каменистое дно. За быстрой и узкой шиверой в 6 — 7 км ниже устья Кутима река немного успокаивается. В среднем и нижнем течении река на некоторых участках разбивается на мелкие рукава (до 4-5) и образует многочисленные острова. Ширина реки в верхнем течении около 5-10 метров, в среднем — 20-30 метров, в нижнем течении разливается до 100 метров.
Период весеннего половодья приходится на май; дождевые паводки бывают летом и осенью. В бассейне реки ведутся лесозаготовки.
Единственный населённый пункт на реке — посёлок Золотанка в нижнем течении реки.
Улс впадает в Вишеру напротив нежилой деревни Усть-Улс выше посёлка Вая.

## Притоки
Основные левые притоки: Ольховка, Жигалан 2-й, Крестовка, Широкая, Верхняя Петелиха, Пеля, Большая Золотанка и Золотушка. Правые притоки — Сурья, Большая Лямпа, Кутим и Мыка. Крупнейшие притоки — Кутим и Большая Лямпа.
Притоки (км от устья):
- река Золотушка (лв)
- река Горнечка (пр)
- 11 км: река Большая Золотанка (лв)
- 16 км: река Пеля (лв)
- река Леппель (пр)
- 27 км: река Мыка (пр)
- река Нижняя Петелиха (лв)
- река Верхняя Петелиха (лв)
- 32 км: река Кутим (пр)
- 34 км: река Широкая (лв)
- река Яранга (лв)
- река Крестовка (лв)
- река Нижний Жигалан (лв)
- 55 км: река Жигалан 2-й
- 55 км: река Большая Лямпа (пр)
- 56 км: река Сурья (пр)
- 63 км: река Ольховка (лв)
- река Талая (пр)
- река Улусская Рассоха 1-я (пр)
- река Улусская Рассоха 2-я (пр)
- река Улусская Рассоха 3-я (пр)

## Данные водного реестра
По данным государственного водного реестра России, Улс относится к Камскому бассейновому округу. Водохозяйственный участок — Кама от водомерного поста у села Бондюг до города Березники, речной подбассейн — бассейны притоков Камы до впадения Белой, речной бассейн — Кама.
Код объекта в государственном водном реестре — 10010100212111100004426.